# آيرو سبيسلاينز سوبر جابى
الطائرة آيرو سبيسلاينز سوبر جابى (بالإنجليزية: Aero Spacelines Super Guppy)‏ هي طائرة شحن كبيرة، ذي بدن عريض لنقل الحمولات فائقة الضخامة. هي الطائرة التالية لزميلتها بريجنانت جابي، والتي هي أول طائرة في سلسلة جابي من إنتاج الشركة آيرو سبيسلاينز. صنعت من السوبر جابي 5 طائرات، في طرازين مختلفين، ويطلق عليها في الشائع لقب «سوبر جابي».

## المستخدمون
- آيرو سبيسلاينز
- آرو ماريتيم
- إيرباص
- ناسا

## المواصفات
الخصائص العامة
- الطول:  ()
- باع الجناح:  ()
- الارتفاع:  ()

الأداء